# Спапен, Эдмон
С. Эдмон Спапен (фр. C. Edmond Spapen ; —  бельгийский борец вольного стиля, серебряный призёр Олимпийских игр  

## Биография
На Летних Олимпийских играх 1928 года в Антверпене боролся в весовой категории до 56 килограммов (легчайший вес). На этих играх был введён регламент, в соответствии с которым борец получал в схватках штрафные баллы. Набравший 5 штрафных баллов спортсмен выбывал из турнира. Турнир проводился по системе Бергваля. В легчайшем весе борьбу вели 10 борцов
Эдмон Спапен, проиграв в полуфинале будущему чемпиону Каарло Мякинену, перешёл в турнир за второе место, в котором победил и завоевал серебряную медаль игр. 
См. таблицу турнира